# Верушув (Нижньосілезьке воєводство)
Верушув (пол. Wieruszów) — село в Польщі, у гміні Свідниця Свідницького повіту Нижньосілезького воєводства.
Населення — 111 осіб (2011).
У 1975-1998 роках село належало до Валбжиського воєводства.

## Демографія
Демографічна структура станом на 31 березня 2011 року:
|          | Загалом | Допрацездатний вік | Працездатний вік | Постпрацездатний вік |
| -------- | ------- | ------------------ | ---------------- | -------------------- |
| Чоловіки | 47      | 9                  | 36               | 2                    |
| Жінки    | 64      | 17                 | 37               | 10                   |
| Разом    | 111     | 26                 | 73               | 12                   |